# Cession à la jambe
En équitation, la cession à la jambe est un déplacement latéral sur deux pistes (les épaules et les hanches ne suivent pas la même piste). Le cheval, « cédant » à l’action de la jambe isolée du cavalier, se déplace de côté, parallèlement à lui-même et en suivant une oblique d'environ 30°, en croisant ses membres, tout en conservant son rachis le plus droit possible. Ce mouvement est caractérisé par le croisement et l’engagement plus prononcé du postérieur interne. Il s’effectue sans incurvation à proprement parler. Un léger pli dans le sens opposé au mouvement peut exister, mais il ne fait pas partie de la définition de l’exercice et n’est pas un objectif en soi.
La cession à la jambe est une figure de base de la basse-école. C'est d'abord un exercice d'assouplissement. Elle figure cependant dans un certain nombre de reprises en compétition.

## Caractéristiques de la cession à la jambe
Le cheval croise ses membres en avançant et en maintenant sa position et le même rythme du début à la fin de l'exercice. Il conserve le même degré d'obliquité. Si les épaules ne doivent que légèrement précéder la croupe, une croupe dépassant les épaules est considérée comme une faute grave.
La jambe intérieure maintient l'impulsion, les aides extérieures laissent passer la cession.
La cession à la jambe est exécutée au pas, au trot et, plus rarement, au galop.
Au pas, la cession peut être effectuée dès que le cavalier est assis dans sa selle sans dégager son assiette et que le cheval est capable de tendre ses rênes dans une amplitude satisfaisante, de ralentir, de passer à l'arrêt et de repartir franchement sans opposition et avec souplesse. Au trot, la cession est abordée quand le cheval supporte le trot assis. Le travail au galop ne sera exécuté que lorsque le cheval sera en mesure de s'incurver correctement au galop.

## Bénéfices de la cession à la jambe
Comme tous les exercices de deux pistes, et à condition que le cheval avance, la cession à la jambe est une des composantes de base du dressage. Elle améliore la mobilité, la rectitude, l'équilibre et la cadence du cheval. Nécessitant un engagement des postérieurs, elle assouplit les hanches et dégage les épaules, donnant ainsi au cheval un liant et une mobilité qu'il ne peut avoir s'il est mené uniquement droit devant lui.
Le jeune cavalier qui pratique cet exercice apprend à travailler la coordination et l'indépendance des aides tout en contrôlant l'allure, l'attitude générale et le tracé.
La mobilisation latérale des hanches n'est pas naturelle chez le cheval qui tourne naturellement pas déplacement d'épaules ; l'exercice, de fait, lui apprend à chevaler un membre sur l'autre en vue d'aborder les exercices de haute-école.
La cession à la jambe est utilisée dans le travail du cheval pour le préparer au rassembler. Avec le mouvement de l'épaule en avant, elle constitue le meilleur moyen de rendre un cheval souple, relâché et non contraint, permettant ainsi d'obtenir la liberté, l’élasticité et la régularité de ses allures ainsi que l’harmonie, la légèreté et la facilité de ses mouvements.Elle permet d'obtenir rectitude et rassembler, tout en respectant les cadences et la qualité du contact.

## Obtention
La cession à la jambe doit être demandée sur un cheval tendu dans l'impulsion et sur la main. Pour obtenir une cession à la jambe gauche, le cavalier recule celle-ci depuis sa hanche, plus ou moins en fonction du niveau de dressage du cheval. Il agit de façon intermittente en rythme avec le lever du postérieur gauche. Une cession à la jambe correcte est obtenue en gardant la cadence pendant toute l'exécution du mouvement. La cession à la jambe droite est obtenue en inversant les aides.
Lorsque le cheval ne croise pas suffisamment ses membres, le cavalier doit renforcer l'action de la jambe isolée. Si l'angle de déplacement est supérieur à 30°, le cavalier doit remettre le cheval en avant avec les deux jambes. 
En aucun cas, les hanches ne doivent précéder les épaules lors du déplacement.

## La cession à la jambe en compétition de dressage
La cession de la jambe permet de juger la souplesse et la réactivité latérale du cheval.
Ce mouvement est exécuté au trot de travail dans les compétitions FEI. Le cheval est presque droit, à l'exception d'une légère flexion au niveau de la nuque à l'inverse de la direction dans laquelle il se déplace, telle que le cavalier puisse voir le sourcil et la narine dans le pli intérieur. Les postérieurs et antérieurs internes passent et croisent devant les postérieurs et antérieurs externes.
La cession à la jambe peut être effectuée «en diagonale», auquel cas le cheval doit être aussi parallèle que possible aux grands côtés du rectangle, l'avant-main étant toutefois légèrement en avance sur l’arrière-main. Elle peut également être effectuée «le long du mur» (soit sur la longueur du rectangle), auquel cas le cheval doit être incliné d’environ trente cinq degrés par rapport à la direction dans laquelle il se déplace.
Dans leur notation de la cession à la jambe, les juges apprécient notamment la régularité du mouvement, l'élasticité, l'activité et l'attitude du cheval, le parallélisme au grand côté et la qualité du croisement des membres.

## Paroles d'écuyers
D'Aure déclare « L'avantage à retirer du travail des pas de côté est incalculable » et « Le cheval, obligé à moins d'efforts, obéit avec plus de promptitude et de confiance ».
François Baucher déclare « Fuir les hanches, fuir les talons, pas de côté, marcher de deux pistes, ont la même signification ».